# Yvonne Damon
Yvonne Damon ist eine ehemalige Schweizer Basketballspielerin.

## Karriere
Damon nahm mit der Schweizer Basketballnationalmannschaft der Damen an der Europameisterschaft 1952 in Moskau teil. In den Spielen gegen Polen (22:40), die DDR (53:8), die Sowjetunion (12:104), Österreich (34:25) und Frankreich (31:46) erzielte die Schweizerin 22 Punkte. Ausserdem nahm Damon mit der Nationalmannschaft an der ersten Weltmeisterschaft 1953 in Santiago de Chile teil. In den Spielen gegen Chile (28:37), Kuba (28:32), Mexiko (25:40), Peru (26:34) und erneut Kuba (17:5) erzielte die Schweizerin neun Punkte.